# متنزه بستان البلوط البحري الحكومي
تبلغ مساحة متنزّه بستان البلوط البحري 81 أكر (0.33 كـم2) متنزّه الولاية يقع عند مصب م متنزّه دولة في بحيرة أونتاريو في بلدة كارلتون في مقاطعة اوروبا، نيويورك، الولايات المتحدة. يمكن الوصول إلى المتنزّه من طريق نيويورك بحيره انتاريو باركواي المتنزّه على بعد أميال قليلة شرق متنزّه شاطئ ليكسايد بيتش ستيت بارك الحكومي، يوفر المتنزّه طاولات نزهة وإطلاق قارب وصيد الأسماك.

## روابط خارجية
- New York State Parks: Oak Orchard State Marine Park